# Opus signinum

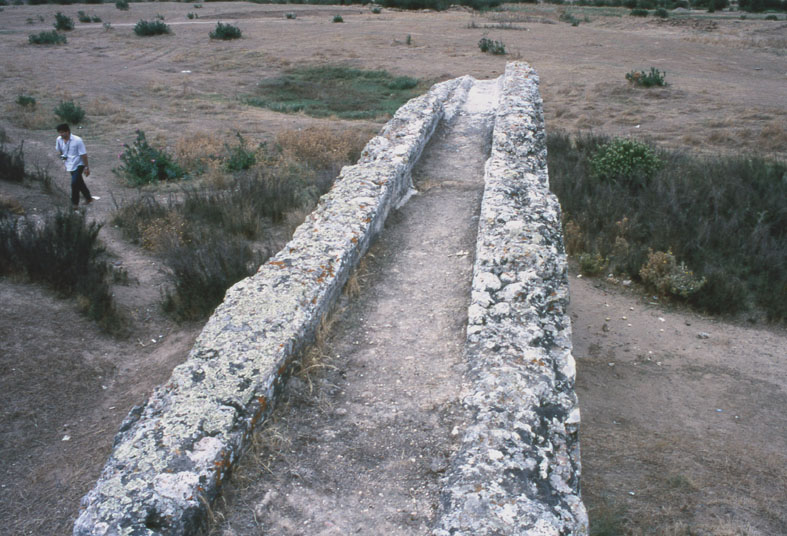
Um exemplo de opus signinum: o aqueduto de Itálica perto de Sevilha.

Opus signinum é um material de construção usado na Roma antiga. É feito de telhas partidas em pedaços muito pequenos, misturados com argamassa, e depois batido com um pilão. Plínio em sua História Natural descreve a sua fabricação: "Mesmo cerâmica partida tem sido utilizada; descobriu-se que, batida até ficar em pó, e temperada com cal, torna-se mais sólida e duradoura do que outras substâncias de natureza semelhante, formando o cimento conhecido como o composto "Signine", tão amplamente utilizado até mesmo para fazer os pavimentos das casas."